# René Fredensborg
 Der er for få eller ingen kildehenvisninger i denne artikel, hvilket er et problem. Du kan hjælpe ved at angive troværdige kilder til de påstande, som fremføres i artiklen.

René Fredensborg (født 6. juni 1972) er en dansk journalist, radiovært og forfatter. Han arbejder som kulturkommentator på Ekstra Bladet, og har tidligere bl.a. været ansat på Radio24syv, hvor han blandt andet har været en drivende kraft bag kulturprogrammet AK24syv.

## Karriere
Han blev færdig som journalist i 2001, og blev umiddelbart efter ansat på Urban. I 2004 var han den ene af værterne på DR2's satireprogram Den Halve Sandhed, der især er kendt for en række spektakulære happenings, bl.a. genbesættelsen af Christiania.[kilde mangler] Han blev senere ansat som musik- og filmanmelder på gratisavisen Nyhedsavisen.
Efter René Fredensborg i to artikler i Nyhedsavisen beskrev, hvordan han kastede med brosten og lavede barrikader på Nørrebro i forbindelse med urolighederne ved rydningen af Ungdomshuset, valgte Nyhedsavisens chefredaktør, David Trads, at bortvise René Fredensborg, men han blev kort tid efter genansat og slap med en skriftlig advarsel.
Siden Nyhedsavisens lukning har René Fredensborg hovedsagligt beskæftiget sig som freelance-skribent for Dagbladet Information, Euroman og Filmmagasinet Ekko. Netop Ekko skabte voldsom debat efter, at Fredensborg i en større gonzo-inspireret artikel beskrev filmbranchen, særligt Det Danske Filminstitut, som blev beskyldt for at være præget af indspisthed og kammerateri. Artiklen førte til at en filmkonsulent blev fyret efter at have tilbudt René Fredensborg kokain på et udviklingsseminar for dokumentarfilm.[kilde mangler]
Fredensborg arbejder stadig på sin dokumentarfilm under titlen System A, som handler om den danske arbejdsløshedsindustri og bliver produceret hos Zentropa. I 2011 udgav René Fredensborg sin debutroman Hønsehunde, der i satirisk form udstiller både musikbranche, medier og tidens mand på godt og ondt.
Fredensborg har været radiovært på Radio24syv siden stationens start i 2011, og han var i de første fire år af radioens levetid en hovedkraft på et dagligt, 2-timers kulturprogram AK24syv samt et ugentligt interviewprogram Syvkabalen. I august 2015 blev René Fredensborg i stedet studievært på et dagligt nyheds- og debatprogram i eftermiddagtimerne med titlen Reporterne. Siden har han gjort sig i programmerne René Linjer og Forældreintra.
Med en række indslag i programmet AK24syv skabte René Fredensborg sammen med sin medvært Anders Christiansen serien Sincere, der med gravende journalistik undersøger påstande om misbrug af Wikipedia til at fremme egne interesser, hvor Jesper Winge Leisner beskyldes for manipulationer af indholdet på Wikipedia-profiler.
René Fredensborg blev opsagt på Radio 24syv d. 20/6-2018